# Helen Crawfurd

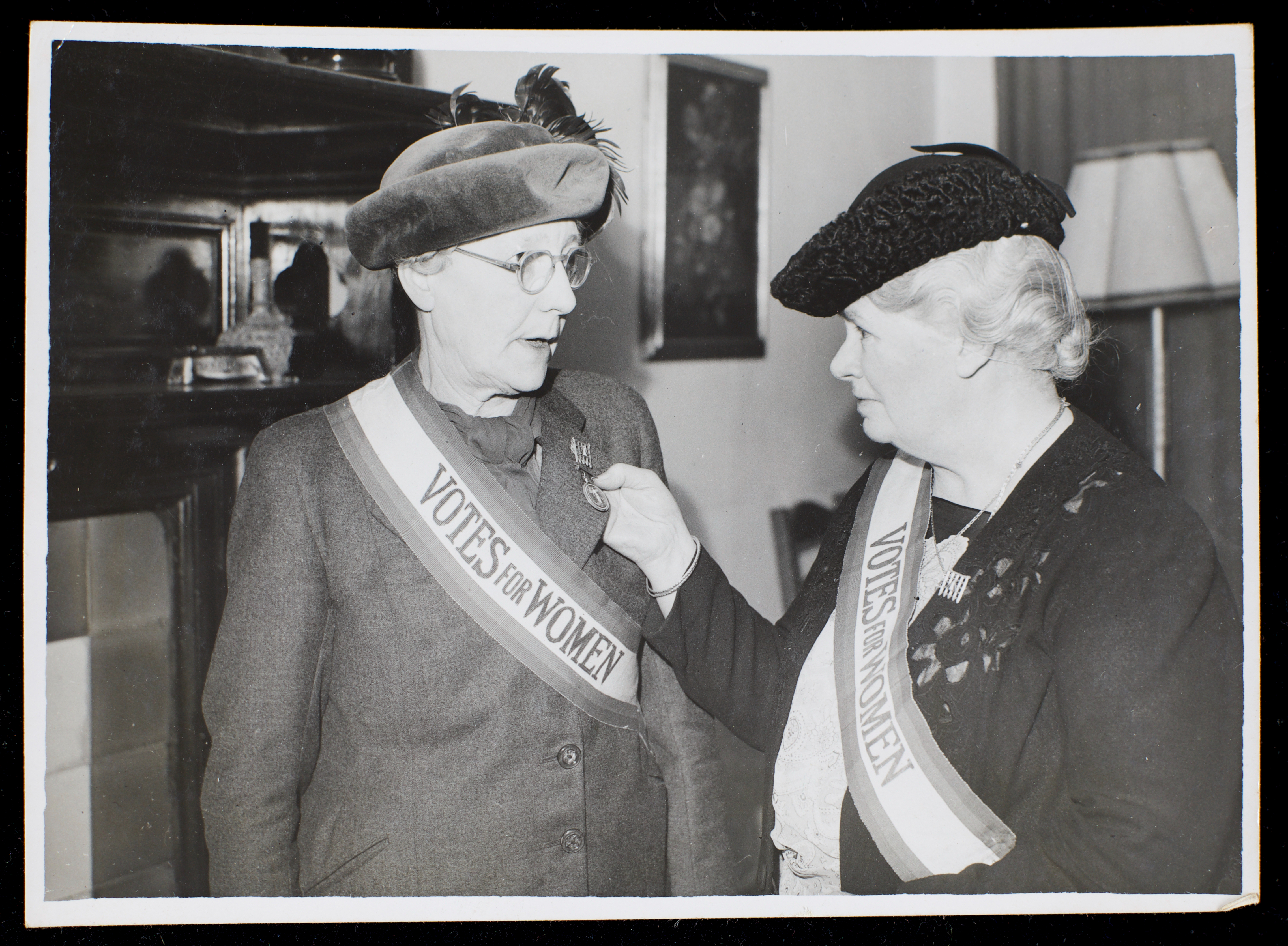
Helen Crawfurd (rechts) mit Janet Barrowman, Treffen von Women for Westminster, 1949

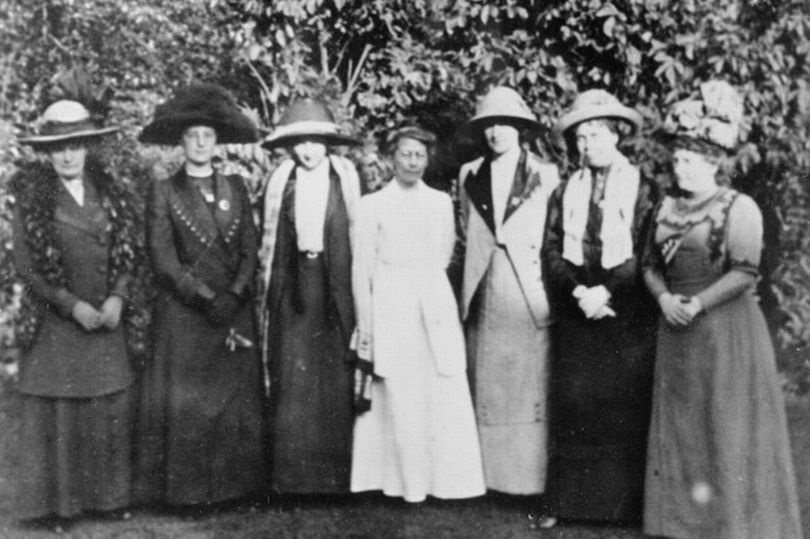
Von links nach rechts: Helen Crawfurd, Janet Barrowman, Margaret McPhun, Mrs A. A. Wilson, Frances McPhun, Nancy A. John und Annie S. Swan, vor dem Ersten Weltkrieg

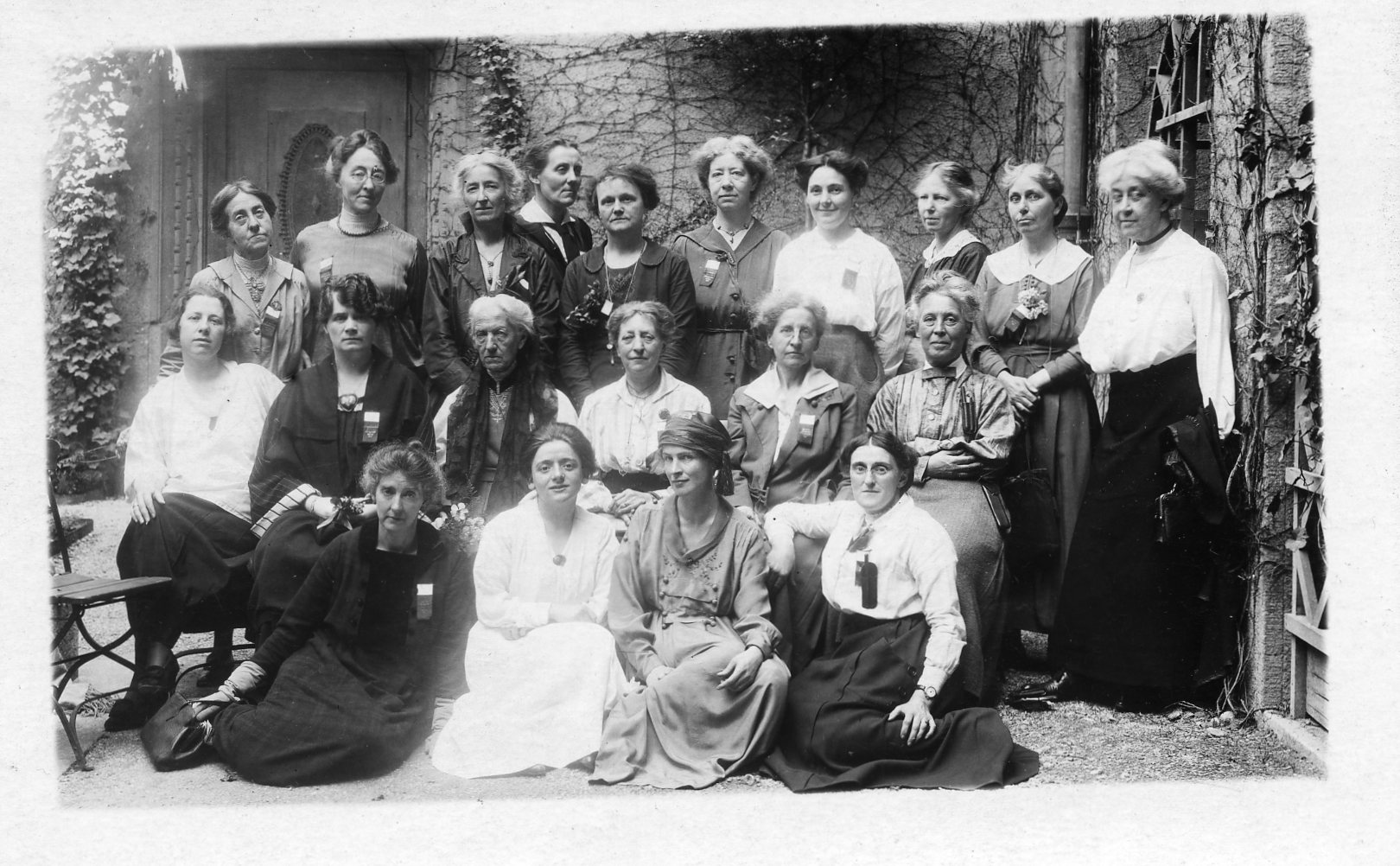
Helen Crawfurd (mittlere Reihe, 2. von links) auf der Konferenz der Women’s International League for Peace and Freedom in Zürich, 1919

Helen Crawfurd, geborene Jack, später verheiratete Anderson (* 9. November 1877 in den Gorbals, Glasgow; † 18. April 1954 in Dunoon, Argyll) war eine schottisch-britische Suffragette, Mietstreikorganisatorin, kommunistische Aktivistin und Politikerin.

## Leben
Crawfurd wurde als viertes von sieben Kindern des wohlhabenden Bäckermeisters William Jack und seiner Frau Helen Kyle geboren. Ihre Eltern zogen bald nach ihrer Geburt aus Glasgow weg und sie verbrachte den größten Teil ihrer Kindheit in Ipswich und kehrte erst im Alter von siebzehn Jahren mit ihrer Familie nach Glasgow zurück.
Crawfurd Engagement in politischen Fragen wurde durch das Engagement ihrer beider Eltern in der Conservative Party gefördert; der Vater war zu dem Vertreter der Partei in seiner Gewerkschaft, Operative Bakers’ Association. Die politischen Diskussionen in der Familie waren mit religiösem Eifer verbunden. William Jack war ein strenger Presbyterianer in der Church of Scotland, seine Frau war eine gläubige Methodistin. Crawfurds Erziehung förderte eine starke Antipathie gegenüber irischen Katholiken.
Am 19. September 1898  mit 21 Jahren heiratete Helen den 67-jährigen Witwer Alexander Montgomery Crawfurd (1828–1914), einen Freund der Familie und Geistlichen der Church of Scotland, der überzeugter Verfechter der Abstinenz und Gegner des Militarismus war.
Vor diesem Hintergrund entwickelte Crawfurd schon früh ein Interesse an der Frauenbewegung. Sie engagierte sich, dokumentiert erstmals um 1900, in der Frauenwahlrechtsbewegung, dann 1910 bei einer Versammlung in Rutherglen. Sie wurde jedoch mit der Zeit radikaler, nachdem sie Zeuge von Ungerechtigkeiten und einem ihrer Meinung nach „unchristlichen“ Verhalten der Kirche geworden war. 1910 schloss sie sich der Women’s Social and Political Union (WSPU) an und wurde bald zu einer Befürworterin der militanten Taktik der Pankhursts.
1912 wurde sie zu einem Monat Haft im Londoner Holloway Prison verurteilt, weil sie die Fenster des Hauses des liberalen Bildungsministers in Piccadilly eingeschlagen hatte. Die gleiche Strafe erhielt sie im folgenden Jahr in Glasgow für einen ähnlichen Angriff auf das Rekrutierungsbüro der Armee und für eine Schlägerei mit der Polizei bei einer Versammlung in der St Andrew’s Halls, an der auch Emmeline Pankhurst teilnahm. Dies war der Auslöser für ihren ersten Hungerstreik, der acht Tage dauerte, bevor sie nach dem so genannten Cat and Mouse Act temporär zur Genesung und danach drohender Wiederverhaftung entlassen wurde. Crawfurd war vor dem Ersten Weltkrieg zu einer der beliebtesten Rednerinnen der schottischen Suffragettenbewegung. Sie führte weiterhin Kampagnen durch und wurde inhaftiert, am bekanntesten wegen ihrer angeblichen Verantwortung für eine Bombenexplosion im Botanischen Garten von Glasgow im Sommer 1914. Jedes Mal wandte trat sie in den Hungerstreik. Crawfurd verließ die WSPU aus Protest gegen deren Unterstützung des Ersten Weltkriegs und trat 1914 der Independent Labour Party (ILP) bei.
Während des Ersten Weltkriegs engagierte sich Crawfurd in der Red-Clydeside-Bewegung, u. a. bei den Glasgower Mietstreiks im Jahr 1915, als sie zusammen mit Mary Barbour, Mary Laird, Mary Jeff, Jessie Stephens und Agnes Dollan die South Govan Women’s Housing Association anführte, um sich gegen Mieterhöhungen zu wehren und Zwangsräumungen zu verhindern. Crawfurd war Mitbegründerin des Glasgower Zweigs der Women’s International League  und Sekretärin des Women’s Peace Crusade. Zu diesem Zeitpunkt hatte sie Agnes Harben und andere kennen gelernt, die dieselben internationale Perspektive vertraten. Am 23. Juli 1916 organisierte Crawfurd die erste Demonstration des Women’s Peace Crusade, an der 5.000 Menschen teilnahmen. Crawfurd gründete einen Zweig der United Suffragists in Glasgow. Diese nutzten die in der Gesellschaft verankerte Hausfrauenrolle von Frauen für ihre Kampagne, in einer Phase, die als „Wives and Weans Socialism“ bekannt wurde.
1918 wurde Crawfurd zur stellvertretenden Vorsitzenden der schottischen Sektion der ILP gewählt und galt als überzeugende Rednerin. Kurz darauf wurde Crawfurd Gründungsmitglied der Linksfraktion der ILP, die sich für den Beitritt zur Kommunistischen Internationalen einsetzte. Crawford reiste 1920 zusammen mit Marjory Newbold, Sylvia Pankhurst, Willie Gallacher und anderen zum III. Weltkongress der Kommunistischen Internationalen nach Moskau und interviewte Lenin. Als die Anschlusspolitik abgelehnt wurde, trat Crawfurd der neuen Communist Party of Great Britain (CPGB) bei. Sie war Mitglied des Zentralkomitees und engagierte sich in verschiedenen journalistischen Projekten. Außerdem wurde sie Sekretärin der Workers’ International Relief.
Im Jahr 1919 war Crawfurd Delegierte auf dem Kongress der Women’s International League in Zürich. Crawfurd kandidierte 1921 als erste Kandidatin der CPGB im Bezirk Govan in Glasgow. 1927 nahm Crawfurd als offizielle Delegierte an der Brussels International Conference against Oppressed Nationalities teil, auf der die League Against Imperialism gegründet wurde. Crawfurd wurde Mitglied des Vorstands der britischen Sektion. Crawfurd kandidierte für die CPGB bei den Parlamentswahlen 1929 in Bothwell sowie bei den 1931 in Aberdeen North, wo sie immerhin 11 % der Stimmen erhielt. In den 1930er Jahren engagierte sich Crawfurd bei den Friends of the Soviet Union. 1938 kandidierte sie erfolglos für den Stadtrat von Dunoon. Kurz nach dem Krieg wurde sie jedoch zur ersten Stadträtin von Dunoon gewählt, zog sich aber 1947 aufgrund ihres schlechten Gesundheitszustands aus diesem Amt zurück.
Alexander Crawfurd war im Alter von 85 Jahren bereits 1914 verstorben. Im Jahr 1944 heiratete Crawfurd erneut, und zwar den Witwer George Anderson von Anderson Brothers Engineers in Coatbridge. Ihr zweiter Ehemann war ebenfalls Mitglied der CPGB. George Anderson starb am 2. Februar 1952 und Crawfurd zwei Jahre später in Dunoon im Alter von 76 Jahren.
Im Jahr 2021 war Helen Crawfurd Teil eines Spielkartensets mit dem Titel Scotland's Suffragette Trumps, das als Teil eines Bildungspakets an 100 schottische Schulen verteilt wurde.
Crawfurd wurde 2024 durch ein Buntglasfenster der Künstlerin Keira McLean in der Woodside Library in Glasgow gewürdigt. Das Fenster zeigt neben ihr die Suffragette Jessie Soga und wurde gemeinsam mit Jugendlichen entworfen.

## Weitere Literatur
- Kiera Wilkins: Helen Crawfurd (1877–1954): Scottish Suffragette and International Communist. In: Francisca de Haan (Hrsg.): The Palgrave Handbook of Communist Women Activists around the World. Palgrave Macmillan, London 2023, S. 119–140, doi:10.1007/978-3-031-13127-1_5 (englisch).
- Helen Corr: Crawfurd, Helen. In: William Know (Hrsg.): Scottish Labour Leaders 1918-1939: A Biographical Dictionary. Mainstream Publishing, Edinburgh 1984, ISBN 978-0-906391-40-2 (englisch).